# ستيفين موريارا
ستيفين موريارا (بالفرنسية: Steven Moreira)‏ (13 أغسطس 1994 بنوازي لو غران في فرنسا - ) هو لاعب كرة قدم فرنسي في مركزي الدفاع والظهير. شارك مع منتخب فرنسا تحت 16 سنة لكرة القدم ومنتخب فرنسا تحت 19 سنة لكرة القدم ومنتخب فرنسا تحت 20 سنة لكرة القدم ومنتخب فرنسا تحت 21 سنة لكرة القدم. أما مع النوادي، فقد لعب مع ستاد رين.

## وصلات خارجية
- ستيفين موريارا على موقع الدوري الأمريكي (الإنجليزية)
- ستيفين موريارا على موقع قاعدة بيانات كرة القدم.إي يو (الإنجليزية)
- ستيفين موريارا على موقع ناشيونال فوتبول تيمز (الإنجليزية)
- ستيفين موريارا على موقع Soccerway.com (الإنجليزية)
- ستيفين موريارا على موقع AS.com (الإسبانية)